# أم الطيور (ولاية المغير)
أم الطيور، بلدية جزائرية تابعة دائرة المغير، تقع في شمال الصحراء ولاية الوادي. تشتهر بالشهداء الذين استشهدوا في سبيل هذا الوطن حتى لقّبوها بثاني الأوراس، كما تشتهر بالتمر الجيد. بها عرش واحد هو عرش الغرابة وينقسم هذا العرش إلى قسمين: رحمان و سلمية، يقطنها 11069 نسمة (2008).

## المناخ
يظهر الجدول التالي التغييرات المناخية على مدار السنة لأم الطيور:
| البيانات المناخية لـأم الطيور     | البيانات المناخية لـأم الطيور | البيانات المناخية لـأم الطيور | البيانات المناخية لـأم الطيور | البيانات المناخية لـأم الطيور | البيانات المناخية لـأم الطيور | البيانات المناخية لـأم الطيور | البيانات المناخية لـأم الطيور | البيانات المناخية لـأم الطيور | البيانات المناخية لـأم الطيور | البيانات المناخية لـأم الطيور | البيانات المناخية لـأم الطيور | البيانات المناخية لـأم الطيور | البيانات المناخية لـأم الطيور |
| الشهر                             | يناير                         | فبراير                        | مارس                          | أبريل                         | مايو                          | يونيو                         | يوليو                         | أغسطس                         | سبتمبر                        | أكتوبر                        | نوفمبر                        | ديسمبر                        | المعدل السنوي                 |
| --------------------------------- | ----------------------------- | ----------------------------- | ----------------------------- | ----------------------------- | ----------------------------- | ----------------------------- | ----------------------------- | ----------------------------- | ----------------------------- | ----------------------------- | ----------------------------- | ----------------------------- | ----------------------------- |
| متوسط درجة الحرارة الكبرى °م (°ف) | 16.8 (62.2)                   | 19.2 (66.6)                   | 23.3 (73.9)                   | 27.8 (82.0)                   | 33.2 (91.8)                   | 37.9 (100.2)                  | 41.4 (106.5)                  | 40.5 (104.9)                  | 35.2 (95.4)                   | 28.8 (83.8)                   | 21.9 (71.4)                   | 17.5 (63.5)                   | 28.6 (83.5)                   |
| المتوسط اليومي °م (°ف)            | 11.0 (51.8)                   | 13.3 (55.9)                   | 16.7 (62.1)                   | 20.8 (69.4)                   | 25.9 (78.6)                   | 30.8 (87.4)                   | 33.9 (93.0)                   | 33.2 (91.8)                   | 28.7 (83.7)                   | 22.6 (72.7)                   | 16.1 (61.0)                   | 11.9 (53.4)                   | 22.1 (71.7)                   |
| متوسط درجة الحرارة الصغرى °م (°ف) | 5.3 (41.5)                    | 7.4 (45.3)                    | 10.2 (50.4)                   | 13.8 (56.8)                   | 18.6 (65.5)                   | 23.8 (74.8)                   | 26.4 (79.5)                   | 26.0 (78.8)                   | 22.3 (72.1)                   | 16.4 (61.5)                   | 10.4 (50.7)                   | 6.4 (43.5)                    | 15.6 (60.0)                   |
| الهطول مم (إنش)                   | 9 (0.4)                       | 6 (0.2)                       | 12 (0.5)                      | 9 (0.4)                       | 8 (0.3)                       | 2 (0.1)                       | 1 (0.0)                       | 2 (0.1)                       | 11 (0.4)                      | 13 (0.5)                      | 13 (0.5)                      | 10 (0.4)                      | 96 (3.8)                      |
| المصدر: climate-data.org          |                               |                               |                               |                               |                               |                               |                               |                               |                               |                               |                               |                               |                               |